# Kimberek
A kimberek protogermán törzs volt, akik idősebb Plinius szerint eredetileg Jütlandon éltek (Chersonesus Cimbrica). A jütlandi Himmerland régió (ahol a korabeli Gundestrup tálat találták) a kimberek nevének állíthat emléket. Egy elmélet szerint a név a kimme szót tartalmazza, ami annyit tesz, mint „perem” (vagyis a név azokra az emberekre utalhat, akik a félsziget peremén, a tengerparton éltek).[forrás?]

## Vándorlás délkelet felé
Valamikor Kr. e. 100 előtt sok kimber és sokan a rokon teutonok közül elhagyták Dél-Skandináviát és délkelet felé húzódtak. Számos csatát vívtak a boiokkal és más kelta törzsekkel. Kr. e. 113-ban Noricumban jelentek meg és lerohanták a Római Köztársasággal szövetséges tauriszkuszok földjét. Már ebben az időben, de lehet, hogy sokkal korábban, jelentős kelta népelemekkel egészültek ki. A vándorló kimberek többsége már ekkor kelta lehetett.
Róma Gnaeus Papirius Carbo consult küldte szövetségesei védelmére, akinek kérésére a kimberek visszavonultak. A rómaiak kelepcét állítottak nekik és megtámadták őket, mégis a kimberek nyerték a Noreiai csatát, sőt a rómaiakat csak egy hirtelen támadt nagy vihar mentette meg a teljes megsemmisítéstől.

## Gallia megtámadása
Az út nyitva állott Itália felé, a kimberek mégis inkább Gallia felé vonultak. Számos alkalommal kerültek összetűzésbe a rómaiakkal, de általában az utóbbiak húzták a rövidebbet. Kr. e. 109-ben legyőzték Marcus Junius Silanus consul, Gallia Narbonensis provincia helytartója seregét. Ugyanabban az évben vereséget mértek egy másik római seregre is, amelyet Lucius Cassius Longinusét, aki életét vesztette a csatában Burdigala mellett (a mai Bordeaux). Kr. e. 107-ben a rómaiak ismét csatát vesztettek, a tigurinusok, a kimberek szövetségesei ellen.

## Támadás Róma ellen
A kimberek csak Kr. e. 105-ben intézték az első közvetlen támadást a Római Birodalom területei ellen. A Rhodanus folyó (Rhône) mellett vívott arausiói csatában tönkreverték a két fővezér vetélkedése miatt meggyengült római hadsereget, hatalmas veszteségeket okozva. Róma pánikba esett és a kimber félelem szállóigévé vált. Sokan attól féltek, hogy az új gallok rövidesen Róma falai alatt állnak majd. A Jugurtha királyt legyőző Gaius Mariust választották újra fővezérnek, hogy elhárítsa a veszélyt.

## Vereség
Kr. e. 103-ban a kimberek és a teutonok Hispániában fosztogattak, Mariusnak így elég ideje volt a felkészülésre. A teutonok és az ambronusok nyugat felől akartak Itáliába nyomulni, a kimberek és a tigurinusok pedig északról, az Alpokon keresztül. Az Aquae Sextiae-nél (Aix-en-Provence) a teutonok ellen vívott csatát azonban Marius nyerte, aki magát a teuton királyt is foglyul ejtette.
A kimberek áthatoltak az Alpokon. Quintus Lutatius Catulus consul nem merte megerősíteni az átjárókat, ahelyett a Pó folyó mögé vonult vissza. A kimberek azonban nem siettek, így az előző csatától meggyengült rómaiaknak maradt idejük arra, hogy erősítést hozzanak. A Vercellae-i csata a teutonok után a kimberek sorsát is megpecsételte. A kimber nép gyakorlatilag megsemmisült, azokat kivéve, akik Észak-Jütlandon maradtak.

## Fordítás
- Ez a szócikk részben vagy egészben  a   Cimbri című angol Wikipédia-szócikk ezen változatának fordításán alapul.  Az eredeti cikk szerkesztőit annak laptörténete sorolja fel. Ez a jelzés csupán a megfogalmazás eredetét és a szerzői jogokat jelzi, nem szolgál a cikkben szereplő információk forrásmegjelöléseként.